# Saison 8 de Dr House
Chronologie
Saison 7
La huitième saison de la série télévisée américaine Dr House comporte 22 épisodes diffusés du 3 octobre 2011 au 21 mai 2012.

## Distribution

### Acteurs principaux
- Hugh Laurie (VF : Féodor Atkine) : Dr Gregory House
- Robert Sean Leonard (VF : Pierre Tessier) : Dr James Wilson
- Omar Epps (VF : Lucien Jean-Baptiste) : Dr Eric Foreman
- Jesse Spencer (VF : Guillaume Lebon) : Dr Robert Chase
- Peter Jacobson (VF : Patrick Osmond) : Dr Chris Taub
- Odette Annable (VF : Victoria Grosbois) : Dre Jessica Adams[1]
- Charlyne Yi (VF : Béatrice de La Boulaye) : Dre Chi Park[2]

### Acteurs récurrents
Note : il s'agit des acteurs jouant dans un minimum de deux épisodes, mais qui ne font pas partie de la distribution principale.
- Karolina Wydra (VF : Alexia Lunel) : Dominika Petrova, la femme de House[3]
- Ron Perkins : Dr Ron Simpson, chirurgien à Princeton-Plainsboro
- Patrick O'Connor : Dr Frankel, médecin à Princeton-Plainsboro
- Bobbin Bergstrom : infirmière à Princeton-Plainsboro
- Zena Grey (de) (VF : Christèle Billault) : Ruby, infirmière à Princeton-Plainsboro et mère d'une des filles de Taub
- Wayne Lopez : Alvarez, gardien de prison
- Jennifer Crystal Foley (VF : Véronique Desmadryl) : Rachel, l'ex-femme de Taub
- Yaya DaCosta : Anita, amie de Foreman
- Diane Baker (VF : Régine Blaess) : Marianne, la mère de House

### Invités
- Michael Paré : membre de la Commission de libération conditionnelle (épisode 1)
- Thom Barry : Dr Sykes, médecin chef de l'infirmerie de la prison (épisode 1)
- Kaleti Williams : Asofa, codétenu de House (épisode 1)
- Jude Ciccolella : Mendelson, chef de gang (épisode 1)
- Jaleel White[4] : Porter, codétenu de House (épisode 1)
- Mars Crain : Broyeur, codétenu de House (épisode 1)
- Liza Snyder : Vanessa, la patiente de Wilson (épisode 2)
- Wentworth Miller[5] : Benjamin, le patient de la semaine (épisode 3)
- Olivia Wilde (VF : Caroline Pascal) : Dr Remy Hadley, dite Numéro 13 (épisodes 13, 21 et 22)
- Michael Nouri : Thad Barton, le patient de la semaine (épisode 4)
- Jamie Bamber : Bob Harris, le patient de la semaine (épisode 5)
- Harrison Thomas : Ben Parker, le patient de la semaine (épisode 6)
- Madison Davenport : Iris, la patiente de la semaine, imposée par Foreman (épisode 7)
- Vincent Spano : Tommy, le patient de la semaine (épisode 8)
- Ivo Nandi : Andres Tavares, le patient de la semaine, atteint d'Alzheimer (épisode 9)
- Melanie Lynskey : la femme d'Andres (épisode 9)
- Bridgit Mendler : Callie Rogers, la patiente de la semaine (épisode 10)
- Jeffrey Wright : Dr Walter Cofield, chef du département Neurologie au Mercy Hospital (épisode 11)
- David Anders : Bill Koppelman, le patient de la semaine (épisode 11)
- Julie Mond (en) : Martha Parker, la patiente de Chase (épisode 12)
- Jake Weber : Joe, le patient de la semaine (épisode 13)
- Michael B. Jordan : Will Westwood, le patient de la semaine (épisode 14)
- Billy Connolly : Thomas, le nouveau mari de la mère de House (épisode 14)
- Arlen Escarpeta : Brant, le patient de la semaine (épisode 15)
- Greg Finley : Bobby Hatcher, le patient de la semaine (épisode 16)
- Will Shadley (id) : Duncan, le « fils » de Wilson (épisode 16)
- Saachiko : Popo, la grand-mère de Park (épisode 16)
- Kevin Christy : Henry, le patient de la semaine (épisode 17)
- Noelle Bellinghausen : Emily, prostituée (épisode 17)
- Riley Lennon Nice : Lue, le patient de la semaine (épisode 18)
- Samantha Cutaran : Lida, la mère de Lue (épisode 18)
- Rachel Eggleston : Emily, la patiente de la semaine (épisode 19)
- Jessica Collins : Elizabeth, la mère d'Emily (épisode 19)
- Patrick Price : Jeffrey, infirmier à Princeton-Plainsboro (épisode 19)
- Jamie Elman : Dr Peter Treiber, le patient de la semaine (épisode 20)
- Skylar Astin : Derrick, le patient de la semaine (épisode 21)
- James LeGros : le patient de la semaine (épisode 22)
- Amber Tamblyn[6] : Martha M. Masters (épisode 22)
- Jennifer Morrison[6] : Allison Cameron (épisode 22)
- Kal Penn : Lawrence Kutner (épisode 22)
- Andre Braugher : Darryl Nolan (épisode 22)
- Anne Dudek : Amber Volakis (épisode 22)
- Sela Ward : Stacy Warner (épisode 22)

## Résumé de la saison
Une année s'est écoulée depuis la fin de la saison 7. Après avoir été en cavale pendant trois mois, House purge une peine de prison pour avoir détruit le salon de la maison de Cuddy. Dans le premier épisode, on le découvre après huit mois d'emprisonnement. À l'occasion de son passage par l'infirmerie de la prison, House rencontre Jessica Adams, médecin pénitentiaire. House est finalement libéré sous condition et découvre les changements au sein du Princeton-Plainsboro : Cuddy, Taub, Chase et Numéro 13 sont partis, Foreman est le nouveau doyen de l'hôpital, et un nouveau docteur travaille dans le service diagnostic : le Dr Chi Park, une brillante interne un peu timide. House doit aussi reconquérir l'amitié de Wilson.

## Production
Le générique change pour la seconde fois en huit saisons. Lisa Edelstein et Olivia Wilde disparaissent, Odette Annable et Charline Yi sont ajoutées à la fin du générique. Omar Epps prend la place de Lisa Edelstein et Robert Sean Leonard, Jesse Spencer et Peter Jacobson sont décalés d'une place.
Le 10 mai 2011, la Fox a annoncé officiellement le renouvellement de la série Dr House pour une huitième saison. Selon le réalisateur Greg Yaitanes, celle-ci comptera 22 épisodes. Compte tenu des audiences de la septième saison, certains médias annoncent que cette saison pourrait être la dernière, bien que le réalisateur, David Shore, ne le sache pas lui-même au moment du lancement de la saison. L'équipe de production et la Fox ont pris la décision d'arrêter la série à l'issue de cette saison. Cette décision fut officialisée le 8 février 2012.

## Épisodes
1. 5 Jours à tirer
2. Second Souffle
3. Altruisme extrême
4. Placements à risque
5. De confessions en confessions
6. Les Papas flingueurs
7. Remuer la poussière
8. Tous Paranos
9. Oubli de soi
10. La Fugueuse
11. La Faute de personne
12. Un sens à ma vie
13. La Place de l'homme
14. L'amour est aveugle
15. Pour l'honneur
16. Jeux de brutes
17. Poupées d'amour
18. Terreurs nocturnes
19. Double Dose
20. Post Mortem
21. Cinq Mois sur Terre
22. Tout le monde meurt

### Épisode 1:5 Jours à tirer
- États-Unis /  Canada : 3 octobre 2011 sur FOX[9] / Global[10]
- Belgique : 17 avril 2012 sur RTL-TVI
- Québec : 17 avril 2012 sur AddikTV
- Suisse : 1er novembre 2012 sur RTS Un
- France : 8 janvier 2013 sur TF1[11]

- États-Unis : 9,78 millions de téléspectateurs[12] (première diffusion)
- Canada : 2,81 millions de téléspectateurs[13] (première diffusion)
- Belgique : 414 600 téléspectateurs[14] (première diffusion)
- France : 8,31 millions de téléspectateurs[15] (première diffusion)

- Thom Barry (Sykes)
- Kaleti Williams (Asofa)
- Sebastian Sozzi (Nick)
- Michael Massee (Frankie)
- Jude Ciccolella (Mendelson)
- Michael Bailey Smith (Sullivan)
- Jaleel White (Porter)
- Nate Mooney (Rollo)
- Mars M. Crain (Stomper)
- Wayne Lopez (C.O. Alvarez)
- Jeannine Cota (C.O. Hsueh)
- Robbie Kaller (Garcia)
- Damon Christopher (Nick's Cellmate)
- Michael Paré (Warden)
- Pamela Shaddock (Case Worker)
- Bianca DeGroat (Nurse Kathy Hostetter)
- Michael C. Monroe (Turner)

House en est à huit mois de prison. En raison des coupes budgétaires, l'administration doit libérer des places et propose donc à House une libération pour bonne conduite dans les cinq jours. La nouvelle de la libération du médecin se répand vite dans la prison et les autres détenus veulent s'approprier tous ses biens. Plus problématique, House doit aussi donner ses vingt dernières pilules de Vicodin à Mendelson, le chef d'un groupe de détenus violents.
House sert aussi de médecin officieux auprès des autres détenus et remarque les symptômes d'un autre prisonnier, Nick, mais quand il s'implique dans le diagnostic, suggérant un lupus, les deux médecins de l'établissement sont réticents à écouter l'avis d'un détenu, certes ancien brillant médecin. Cependant, la jeune docteur Adams se montre intéressée par l'avis de House, qui ne manque pas de la remarquer.
Durant les cinq jours qu'il reste, House doit obéir à son compagnon de cellule, un colosse attaché à un criquet, essayer de se tenir éloigné des hommes de Mendelson le temps qu'il réunisse le Vicodin, mais aussi diagnostiquer Nick, dont l'état empire : douleurs, faiblesse musculaire… Adams est perdue, mais House découvre une ombre acoustique dans le thorax de Nick et a un diagnostic : cancer du poumon. Les rapides tests médicaux montrent que ce n'est pas le cas puisque Nick a un grave problème de coagulation.
House et Adams échangent de plus en plus, et la jeune femme découvre que House est en prison parce que selon lui, il avait un mauvais avocat. Mais quand la jeune femme laisse House consulter le dossier médical de Nick et est découverte, House est interdit d'accès à l'infirmerie. Il continue néanmoins à chercher la maladie de Nick tout en tentant d'obtenir de façon détournée les pilules de Vicodin pour Mendelson. Finalement, House tente de se faire enfermer en quartier sécurisé mais il trouve son diagnostic en chemin : mastocytose. Cependant, le test pour confirmer est trop dangereux et les médecins refusent de le faire. Avant qu'il ne parte, le Dr Adams donne les pilules de Vicodin à House, mais celui-ci les utilise pour provoquer une émeute afin de retourner en infirmerie et faire le test sur Nick.

### Épisode 2:Second Souffle
- États-Unis /  Canada : 10 octobre 2011 sur FOX / Global
- Belgique : 17 avril 2012 sur RTL-TVI
- Québec : 24 avril 2012 sur AddikTV
- Suisse : 1er novembre 2012 sur RTS Un
- France : 8 janvier 2013 sur TF1

- États-Unis : 6,85 millions de téléspectateurs[16] (première diffusion)
- Canada : 2,039 millions de téléspectateurs[17] (première diffusion)
- Belgique : 412 500 téléspectateurs[14] (première diffusion)
- France : 8,2 millions de téléspectateurs[15] (première diffusion)

- Liza Snyder (Vanessa)
- Heather McComb (Theresa)
- Bruce McKenzie (Mr. Weathers)
- Ron Perkins (Dr Ron Simpson)
- Michele Marsh (Betty)
- Ralph Garman (Bobby)
- Wayne Lopez (C.O. Alvarez)
- Charles Rahi Chun (Kwansik Park)
- Kamall Shaikh (Technician)
- Jimmy Stathis (Dr Pinto)

House est en prison avec une peine prolongée mais il reçoit une offre inespérée : Foreman, le nouveau doyen de l'hôpital, lui offre une libération conditionnelle s'il s'attache à résoudre en 12 heures le cas de poumons qui ont un comportement proche de la vie autonome depuis la mort du donneur et dont il faut s'assurer qu'il est viable pour une transplantation qui pourrait sauver une patiente de Wilson. De retour au Princeton-Plainsboro, House découvre qu'il a pour seule équipe Chi Park, une étudiante en neurologie introvertie, et qu'il n'a plus de bureau ; d'autre part, Wilson refuse de lui parler de nouveau, et Cuddy, Taub, Chase et Numéro 13 sont partis.
House envisage toutes les pistes possibles pour traiter le cas tout en poussant Wilson à participer à ses recherches et maintenir sa patiente en vie. Mais Foreman garde un œil sur les deux diagnosticiens, House parce qu'il joue avec les limites qu'on lui a imposées, l'étudiante parce qu'elle envisage de quitter l'hôpital pour éviter un procès contre son ancien supérieur pour harcèlement sexuel. Finalement, après avoir épuisé toutes les idées, House comprend qu'avant de mourir, le donneur a respiré de la fumée de cigare qui a provoqué une pneumopathie à éosinophiles. Les organes sont sauvés à temps et la greffe a lieu.

### Épisode 3:Altruisme extrême
- États-Unis /  Canada : 17 octobre 2011 sur FOX / Global
- Belgique : 24 avril 2012 sur RTL-TVI
- Québec : 1er mai 2012 sur AddikTV
- Suisse : 8 novembre 2012 sur RTS Un
- France : 15 janvier 2013 sur TF1

- États-Unis : 8,34 millions de téléspectateurs[18] (première diffusion)
- Canada : 1,728 million de téléspectateurs[19] (première diffusion)
- Belgique : 431 800 téléspectateurs[20] (première diffusion)
- France : 7,78 millions de téléspectateurs[21] (première diffusion)

- Olivia Wilde (Dr Remy Hadley, dite Numéro 13)
- Wentworth Miller (Benjamin)
- Toni Trucks (Trina)
- Joanna Strapp (Kate)
- Ron Perkins (Dr Ron Simpson)
- Jacklyn Jonet (Amy)
- Rene Hamilton (Carol)
- Niko Baur (Clancy)
- Bobbin Bergstrom (Nurse)

Benjamin, un millionnaire qui vit chichement, perd connaissance sans explication alors qu'il venait de faire un don d'un million de dollars à une association. House prend le dossier de cet homme généreux et se retrouve avec une équipe exclusivement féminine : le Dr Park, ainsi que le Dr Adams qu'il a appelée. House essaie de faire revenir numéro 13, mais avec difficulté : la jeune femme a choisi de quitter la médecine pour profiter du temps qu'il lui reste à vivre en bonne santé.
La générosité du patient fait débat, car House compte en profiter pour renflouer le service diagnostic (ce que Wilson et Foreman désapprouvent), toutefois les diagnosticiens ignorent s'il s'agit d'un trait de caractère du millionnaire ou d'un symptôme. Cette question amène House et Adams à s'interroger sur la réticence de Park à accepter la générosité des autres.
D'autres symptômes viennent s'ajouter : arythmie cardiaque et tremblements musculaires, mais ceux-ci sont intermittents. Cependant, la générosité devient clairement un symptôme de problèmes neurologiques : Benjamin est prêt à donner ses deux reins quitte à vivre sous dialyse avant de mourir et donner le reste de ses organes. House finit par comprendre qu'un des examens a précipité les symptômes, une réaction à l'iode : Benjamin a la maladie de Plummer, un nodule sur la thyroïde qui crée un léger surplus d'hormones. Il s'occupe aussi d'un jeune garçon atteint de démangeaisons et remarque que les voisins de l'enfant ont récemment acheté une piscine. Il diagnostique une allergie aux lilas d'été de la crème de sa mère qu'il utilise pour se masturber. House lui donne à la place du lubrifiant.

### Épisode 4:Placements à risque
- États-Unis /  Canada : 31 octobre 2011 sur FOX / Global
- Belgique : 24 avril 2012 sur RTL-TVI
- Québec : 8 mai 2012 sur AddikTV
- Suisse : 8 novembre 2012 sur RTS Un
- France : 15 janvier 2013 sur TF1

- États-Unis : 6,65 millions de téléspectateurs[22] (première diffusion)
- Canada : 1,984 million de téléspectateurs[23] (première diffusion)
- Belgique : 469 300 téléspectateurs[20] (première diffusion)
- France : 7,5 millions de téléspectateurs[21] (première diffusion)

- Michael Nouri (Thad)
- Alexie Gilmore (Ainsley)
- Ben Lemon (Dr Andrews)
- Jade Carter (Dr Morgan)
- Jun Hee Lee (Simon)
- Bobbin Bergstrom (Nurse)

Le dirigeant d'une entreprise américaine est pris de troubles de la vision à la veille de la décision de la délocalisation de son entreprise en Chine. House s'en occupe, espérant trouver un mécène pour son service. Le Dr Park pense à une thyrotoxicose. House s'en occupe et force le patient à financer son service en échange de ne pas révéler que ses problèmes de santé puissent être d'ordre psychiatrique, tabous en Chine. Mais le patient se met à vomir du sang. En même temps, Park prépare son audience devant le conseil de discipline de l’hôpital. Elle parie avec House qu'elle ne sera pas renvoyée. House met alors tout en œuvre pour qu'elle le soit. Foreman découvre le chèque du patient devant financer le service de House, mais comme il se doute qu'il a été obtenu de manière illicite, il le déchire.

House trouve le Dr Adams inhabituellement en colère et tente de comprendre pourquoi. Pour le patient, il décide d'administrer de la protéine C, puis des radiations pour traiter un lymphome. Durant les rayons, le patient fait de la tachycardie. House demande de l'argent au Dr Adams car le cours boursier de l'entreprise du patient a chuté, sachant son dirigeant hospitalisé. Sous pression, Dr Park pense à un syndrome de dérégulation autonome et propose le test de la table inclinée, House ne semble pas d'accord. C'est le Dr Adams qui fera le test de la table inclinée pour confirmer, pendant que le Dr Park passe en commission de discipline. Durant le test, le patient tombe dans le coma. Pendant ce temps House perturbe l'audience du Dr Park. Finalement, le Dr Park n'est pas renvoyée.

### Épisode 5:De confessions en confessions
- États-Unis /  Canada : 7 novembre 2011 sur FOX / Global
- Belgique : 1er mai 2012 sur RTL-TVI
- Québec : 15 mai 2012 sur AddikTV
- Suisse : 15 novembre 2012 sur RTS Un
- France : 22 janvier 2013 sur TF1

- États-Unis : 7,55 millions de téléspectateurs[24] (première diffusion)
- Canada : 2,159 millions de téléspectateurs[25] (première diffusion)
- Belgique : 489 000 téléspectateurs[26] (première diffusion)
- France : 7,55 millions de téléspectateurs[27] (première diffusion)

- Carlie Casey (Cindy)
- Heather Stephens (Denise)
- Jamie Bamber (Bob)
- Blake Bertrand (David)
- Natalie Dye (Sally)
- E.E. Bell (Mayor Collins)
- Erika L. Holmes (Prostitute)
- Ed Zajac (Client)
- Vincent Angelo (Manny)
- Bobbin Bergstrom (Nurse)

Un homme, très apprécié dans sa ville, tombe subitement malade alors qu'il couchait avec une adolescente. Chase est de retour dans l'équipe, ainsi que Taub, mais qui doit s'occuper de ses deux filles. Ce dernier apprend également que House a lancé un pari sur la filiation de ses filles. Après tergiversations, Taub décide de faire un test de paternité.
Alors qu'il a avoué à sa femme son infidélité, le patient développe d'autres symptômes : gonflement du cou, détérioration du foie. L'équipe pense qu'une greffe du foie s'impose. Au moment où les gens de sa ville étaient venus en nombre pour voir s'ils étaient compatibles, le patient commence à avouer tous ses torts passés. Plus tard, l'épiderme du patient se décolle littéralement. Le Dr Park pense alors au syndrome de Stevens-Johnson, incurable. Chase ne lâche pas le cas et s’aperçoit que le patient avoue des torts qu'il n'a pas fait. Ils découvrent un anévrisme dans la zone modérant l'impulsivité et la compulsion conduisant au diagnostic final : maladie de Kawasaki.

### Épisode 6:Les Papas flingueurs
- États-Unis /  Canada : 14 novembre 2011 sur FOX / Global
- Belgique : 1er mai 2012 sur RTL-TVI
- Québec : 22 mai 2012 sur AddikTV
- Suisse : 15 novembre 2012 sur RTS Un
- France : 22 janvier 2013 sur TF1

- États-Unis : 6,63 millions de téléspectateurs[28] (première diffusion)
- Canada : 2,323 millions de téléspectateurs[29] (première diffusion)
- Belgique : 484 700 téléspectateurs[26] (première diffusion)
- France : 7,3 millions de téléspectateurs[27] (première diffusion)

- Jennifer Crystal Foley (Rachel Taub)
- Harrison Thomas (Ben)
- Zena Grey (de) (Ruby)
- Dava Krause (Daria)
- Mark Atteberry (Phil)
- Lisa Lackey (Janey)
- Kovar McClure (Ron)
- John Scurti (Monroe)
- Jim Lampley (lui-même)
- Kathe Mazur (Sandy)
- Jim Gleason (Mitchell)
- Jack Harding (Vince)

Un adolescent, qui veut suivre les pas de son père et devenir artiste de cirque, est admis à Princeton-Plainsboro pour une paralysie partielle après avoir reçu un coup de poing dans les testicules. L'équipe de House se charge du cas et pense d'abord à une endocardite puis à un syndrome de Sjogren et enfin à une anémie aplasique nécessitant une greffe de moelle osseuse. L'équipe demande à la mère de l'adolescent des renseignements sur son père biologique pour qu'il puisse faire don de sa moelle. Le père refuse et House pense que la mère cache quelque chose de bien plus grave.

Pendant ce temps, Wilson veut inviter House à un match de boxe, alors que celui-ci est toujours avec un bracelet électronique, mais Foreman le convainc de ne pas y aller pour que House finisse au plus vite sa liberté conditionnelle.

Taub est confronté à sa femme qui veut déménager sur la côte ouest en emmenant avec elle leur fille.
Le patient développe toujours des problèmes malgré les traitements et l'équipe pense alors à un lymphome de Burkitt nécessitant de la chimiothérapie. Cependant, juste avant, le patient fait une attaque et House et son équipe n'ont plus d'idées sur ce qu'il a.

Le père biologique vient alors rendre visite à son fils malade et House remarque sa démarche (Tabes dorsalis) lui faisant penser que le père est à un stade avancé de la syphilis. House comprend qu'il a abusé sexuellement de son fils (ce qui est confirmé par la mère) et lui a transmis cette maladie, qui était dormante jusqu'à ce qu'elle s'active à la suite du coup dans les testicules, les autres symptômes étant une réaction de Jarisch-Herxheimer à la suite du traitement aux antibiotiques que le patient a reçus.

Adams insiste pour que House prévienne leur patient du viol qu'il a subi et le diagnosticien charge Taub de le faire, mais ce dernier choisit de ne pas lui révéler la vérité, arguant qu'il ne servirait à rien de briser l'image de son père qu'il s'est forgée.
Regardant le match de boxe chez House, Wilson l'aperçoit au premier rang des spectateurs en compagnie de Foreman.

### Épisode 7:Remuer la poussière
- États-Unis /  Canada : 21 novembre 2011 sur FOX / Global
- Belgique : 8 mai 2012 sur RTL-TVI
- Québec : 29 mai 2012 sur AddikTV
- Suisse : 22 novembre 2012 sur RTS Un
- France : 29 janvier 2013 sur TF1

- États-Unis : 7,46 millions de téléspectateurs[30] (première diffusion)
- Canada : 2,151 millions de téléspectateurs[31] (première diffusion)
- Belgique : 456 800 téléspectateurs[32] (première diffusion)
- France : 7,19 millions de téléspectateurs[33] (première diffusion)

- Madison Davenport (Iris)
- Robert Pine (Le Grand-Père de Drew)

Le service diagnostic reçoit le dossier d'Iris, une adolescente souffrant d'anaphylaxie mais de cause inexpliquée. La mère avoue lui donner du diazépam pour calmer son humeur, mais de nouveaux symptômes apparaissent, a priori causés par une grossesse. Or, l'adolescente affirme ne pas être active sexuellement. L'équipe a un nouveau mystère à résoudre avec Chase : Park remarque que celui-ci se montre très apprêté de sa personne.

House délaisse cependant ce cas pour un autre dossier : Drew, un garçon de 4 ans, mort faute de diagnostic. House s'attache donc à résoudre ce cas seul, mais plusieurs problèmes s'opposent à lui : les parents, séparés depuis, refusent de lui parler de l'enfant ni de lui accorder le droit à une exhumation, et sa liberté conditionnelle lui interdit de se déplacer librement. Par des manipulations, il parvient à examiner le corps avec l'accord du père et soupçonne un empoisonnement aux métaux lourds. Wilson et Foreman s'inquiètent de l'obsession de House, mais ne savent comment réagir.

Le cas de Chase est vite résolu : il a participé à une émission de télévision et voulait bien présenter à l'écran. L'équipe est confuse devant les symptômes de l'adolescente et devant ses mensonges, puisque Taub et Chase ont découvert qu'elle avait un petit ami et qu'elle possédait des DVD pornographiques et zoophiles. La fille nie toujours, ce qui suggère à House un problème psychique : Iris a en fait un trouble dissociatif de l'identité, et les mensonges viennent de la confusion entre ses différents alter-ego. L'équipe doit donc l'interroger sous hypnose pour déterminer les causes du trouble et parvenir à dissocier les symptômes psychiques des physiques. Quand il est montré que la grossesse n'en est pas une, Adams conclut au choriocarcinome.

### Épisode 8:Tous Paranos
- États-Unis /  Canada : 28 novembre 2011 sur FOX / Global
- Belgique : 8 mai 2012 sur RTL-TVI
- Québec : 5 juin 2012 sur AddikTV[34]
- Suisse : 22 novembre 2012 sur RTS Un
- France : 29 janvier 2013 sur TF1

- États-Unis : 7,41 millions de téléspectateurs[35] (première diffusion)
- Canada : 2,137 millions de téléspectateurs[36] (première diffusion)
- Belgique : 460 000 téléspectateurs[32] (première diffusion)
- France : 6,9 millions de téléspectateurs[33] (première diffusion)

- Tracy Vilar (Nurse Regina)
- Vincent Spano (Tommy)
- Amanda Foreman (Olivia)
- Yaya DaCosta (Anita)
- Liz Benoit (Nurse Anne)
- Yan Feldman (Mike)
- Michael McLafferty (William Anderson)
- Inger Tudor (Juge Foley)
- Blake Anderson (Ethan)
- Rachel Sterling (Mariel)
- Bobbin Bergstrom (Nurse)

Un procureur respecté fait une attaque cardiaque en plein milieu d'un procès. Outre les symptômes physiques, le patient s'avère être très paranoïaque : il possède chez lui une pièce renfermant plusieurs fusils d'assaut. L'équipe, qui pensait à un empoisonnement, doit maintenant déterminer si c'est la maladie qui le rend paranoïaque ou s'il s'agit d'un symptôme neurologique.

### Épisode 9:Oubli de soi
- États-Unis /  Canada : 23 janvier 2012 sur FOX[37] / Global
- Belgique : 28 août 2012 sur RTL-TVi
- Québec : 27 décembre 2012 sur AddikTV
- Suisse : 29 novembre 2012 sur RTS Un
- France : 5 février 2013 sur TF1

- États-Unis : 8,76 millions de téléspectateurs[38] (première diffusion)
- Canada : 2,081 millions de téléspectateurs[39] (première diffusion)
- Belgique : 399 200 téléspectateurs[40] (première diffusion)
- France : 7,20 millions de téléspectateurs[41] (première diffusion)

- Roma Chugani (Dr Banerjee)
- Melanie Lynskey (Natalie)
- Ivo Nandi (Andres)
- Ryan Alosio (Joseph)
- Corri English (Kayla)
- Brian Skala (Randy)
- Tracy Vilar (Nurse Regina)
- Ian Gregory (Mr. Laffont)
- Mario Cortez (Uniformed Man)
- Angel Oquendo (EMT Coumount)
- Bobbin Bergstrom (Nurse)

Andres Tavares, un patient souffrant de maladie d’Alzheimer, est admis en urgence à l'hôpital lorsqu'il se met à vomir du sang durant un simple entretien de routine.

Quand House arrive à l'hôpital, Foreman impose le cas parce que la clinique teste un nouveau médicament anti-Alzheimer. Il souhaite participer car Taub est absent vu qu'une de ses deux filles est malade. House dit qu'il a rejeté la demande de Taub, mais Foreman l'avait déjà acceptée avant. Avec l'aide de cartes placées sous des chaises, House défie Foreman et essaye d'avoir toujours une longueur d'avance sur lui.

De son côté, Wilson ausculte une jeune femme qui dit être asexuelle, comme son mari. Il reste intrigué par cette découverte.

Chase conseille à Foreman de ne pas être trop objectif, mais Foreman lui dit qu'il doit voir l'agent de probation de House dans la semaine. Plus tard, Chase regarde la gorge d'Andres auprès de sa femme Natalie ; en effet, Andres avait eu la gorge irritée quelques semaines auparavant. C'est alors qu'un homme, Joseph, arrive et se présente comme un ami. Park et Chase le soupçonnent d'avoir couché avec Natalie. Par la suite, ils trouvent une déchirure dans les parois musculaires du patient. House et son équipe passent voir Foreman qui essaye de rester objectif et leur dit de faire une échographie, contre l'avis de House.

House apprend l'asexualité de la patiente de Wilson et parie 100$ avec lui qu'elle souffre d'une pathologie qui altère ses sens, et qu'il découvrira sans avoir à la rencontrer.

Foreman intercepte Adams et Chase avec la machine à échographies, suspectant House d'y avoir caché des instruments pour une biopsie. Chase rappelle à Foreman quel genre de personnage est House. Natalie souhaite aider Andres qui souffre à nouveau de vomissements mais il s'énerve et la frappe violemment à l’œil. Arrivés à temps, Chase et Foreman réussissent à maîtriser le patient.

L'agressivité apparaît comme un symptôme de plus. Chase conseille à Natalie, sentant qu'elle en a besoin, de rentrer chez elle dormir. Le lendemain, House, Foreman et Natalie réalisent qu'Andres a fugué. Après avoir listé bon nombre de ses activités, ils en concluent qu'il a essayé de retrouver une vieille habitude et qu'il est parti entraîner des enfants dans un stade de football, ce qu'il faisait avant sa maladie. Adams et Chase le retrouvent à moitié mort de froid dans la neige, mais réussissent à faire repartir son système sanguin et son cœur. Toutefois, Natalie explique qu'elle est usée par l'Alzheimer de son mari : elle a fermé sa boutique de fleuriste pour s'occuper de lui à temps plein, et ne l'a que peu connu avant que sa maladie ne se déclare. Elle voudrait partir.

House contacte le mari asexuel, mais Wilson intervient. Il accuse son ami de gâcher le bonheur des autres, alors que House l'accuse d'essayer de rendre tout le monde heureux.

House admet que la fièvre d'Andres est un symptôme supplémentaire mais a pu être provoquée par le froid. Chase révèle à Adams que son père les a abandonnés, lui, sa mère gravement alcoolique et sa jeune sœur. Il a passé son temps à s'occuper d'elles, ce qui n'a pas empêché sa mère de mourir quelques années plus tard, ni sa sœur de le détester pour n'avoir pas pu empêcher cette issue. Il admet volontiers qu'il aurait préféré que sa mère se suicide pour ne pas devenir un poids pour sa famille, malgré les conséquences. Foreman s'apprête à signer la remise en liberté totale de House mais, réalisant que son jeu était de lui augmenter son ego, il la déchire devant lui.

Andres commence à se réveiller mais ne parvient plus qu'à s'exprimer en portugais. Sa température augmente soudain brutalement.

House révèle à Wilson qu'il a perdu : le patient asexuel souffre d'une tumeur aux glandes pituitaires, heureusement bénigne, mais ayant baissé dangereusement son niveau de libido et ayant également entraîné une cécité des couleurs. Par ailleurs, il lui apprend que la tumeur pourra être retirée bientôt.

House passe voir Natalie pour discuter avec elle d'éventuels cadeaux qu'elle aurait pu recevoir d'Amérique du Sud, étant donné qu'Andres est brésilien, mais elle réfute la suggestion comme l'idée qu'il ait pu toucher des toxines durant la nuit parce qu'elle verrouille tout. Il remarque qu'Andres n'arrête pas de répéter en portugais « La cabane bleue ». Interrogée, Natalie explique qu'il s'agit de l'endroit où ils se sont rencontrés pour la première fois. House, qui possède des notions de portugais, finit par comprendre qu'Andres tient réellement à sa femme, même s'il ne la reconnaît pas physiquement. House demande à Natalie de prélever par l'intermédiaire de Joseph, des échantillons de ses plantes domestiques.

Wilson apporte la bonne nouvelle au couple asexuel : le mari refuse le traitement car le sexe le dégoûte, mais sa femme le convainc que c'est une bonne chose ; elle a elle-même déjà couché avec d'autres hommes parce qu'elle en ressentait le désir.

Foreman reçoit un potentiel donateur pour l'hôpital, quand il remarque que les fleurs posées depuis une semaine sur son bureau n'ont pas fané. Il s'excuse et s'absente pour annoncer à House ce dont le patient souffre : syndrome de Reye, qu'il a contracté après avoir consommé trop d'aspirine, en raison de sa maladie d'Alzheimer (il oubliait qu'il en prenait d'une fois sur l'autre).

Wilson passe voir House avec l'argent et ce dernier lui annonce qu'il a sauvé une vie. Wilson désapprouve mais se fait rappeler qu'on ne peut pas faire venir des patients pour un pari mesquin. House utilise son billet de 100$ pour allumer son cigare, ainsi que celui de Wilson, quand un homme arrive et demande lequel des deux est House, ayant reçu l'ordre de retirer son bracelet électronique.
Chase appelle sa sœur pour la première fois depuis des années, ce qui la surprend.

### Épisode 10:La Fugueuse
- États-Unis /  Canada : 30 janvier 2012 sur FOX / Global
- Belgique : 28 août 2012 sur RTL-TVi
- Québec : 28 décembre 2012 sur AddikTV
- Suisse : 29 novembre 2012 sur RTS Un
- France : 5 février 2013 sur TF1

- États-Unis : 8,73 millions de téléspectateurs[42] (première diffusion)
- Canada : 2,05 millions de téléspectateurs[43] (première diffusion)
- Belgique : 413 000 téléspectateurs[40] (première diffusion)
- France : 6,8 millions de téléspectateurs[41] (première diffusion)

- Bridgit Mendler (Callie/Jane Doe)
- Yaya DaCosta (Anita)
- Darlene Vogel (Ellen)
- Kai Lennox (George)
- Brad Carter (Sheldon)
- Zylan Brooks (Adele)
- Mark Hengst (Fake Dad)
- Bobbin Bergstrom (Nurse)

House soigne une jeune fille qui prétend avoir des troubles respiratoires mais il remarque qu'elle n'est pas apparentée à son père comme elle le prétend. Au vu de leurs vêtements et de leurs différences de traits, House comprend que la fille vit dans la rue. Après le départ de son « faux père », la fille saigne de l'oreille. House, désormais libéré de son bracelet électronique, réunit son équipe pour discuter de ce cas dans un restaurant très éloigné de l'hôpital, où ils aperçoivent tous Foreman et sa nouvelle conquête. House prend des photos d'eux mais Chase les effacera par la suite.

Adams tente de se lier d'amitié avec la patiente en lui parlant de son propre passé, mais celle-ci se montre acerbe et peu communicative. Plus tard, la patiente ne sent plus ses jambes. House pratique le tir au pigeon d'argile, ce qui ne ravit pas Adams. Celle-ci décide d'appeler une assistante sociale mais au dernier moment, quelqu'un esquive l'appel et c'est une call-girl déguisée en assistante qui se rend au chevet de la patiente. Foreman essaie de menacer House de lui augmenter ses heures de consultations mais House sait se montrer plus malin.

Wilson remarque que House protège la jeune fille et veut savoir pourquoi. Taub, lui, essaye de distraire ses filles, sans succès. La mère de la patiente vient plus tard. Elle admet avoir connu des dépendances, mais nie avoir frappé sa fille.

Foreman a un cas de conscience avec sa petite amie, qui lui dit de ne pas culpabiliser car son mari est au courant de leur relation. House parle avec son équipe des diagnostics de la patiente durant une course de tortues. Quand elle se retrouve victime d'un ulcère à l’œsophage, Adams et Chase pensent à une maladie liée à l'alcoolisme. Malgré une volonté de la patiente d'avoir une opération, la décision comme le dit Taub, appartient à sa mère. Chase arrive à distraire les filles de Taub et Foreman leur fait part de sa culpabilité avec Anita.

Quand la patiente s'évanouit en mangeant des muffins à la banane, l'équipe pense à un anévrisme mais ne découvre rien pendant l'exploration crânienne. House s'interroge alors sur les causes et quand elles ont commencé. Il demande à la mère si elle a nagé lors de leurs dernières vacances en Floride dans un autre endroit qu'une piscine ou un océan. À la suite de l'affirmation de la mère, House se rend compte que la patiente, après avoir nagé dans un canal, s'est retrouvée infectée d'ascaris deux ans auparavant, mais les symptômes ne sont apparus qu'à la suite d'un choc, libérant les parasites dans tout le corps.

Sur les conseils de Wilson, Taub essaye de trouver des points communs avec ses filles et Foreman discute avec House de sa relation avec Anita.

### Épisode 11:La Faute de personne
- États-Unis /  Canada : 6 février 2012 sur FOX / Global
- Belgique : 4 septembre 2012 sur RTL-TVi
- Québec : 31 décembre 2012 sur AddikTV
- Suisse : 6 décembre 2012 sur RTS Un
- France : 12 février 2013 sur TF1

- États-Unis : 7,09 millions de téléspectateurs[44] (première diffusion)
- Canada : 1,708 million de téléspectateurs[45] (première diffusion)
- Belgique : 382 700 téléspectateurs[46] (première diffusion)
- France : 6,50 millions de téléspectateurs[47] (première diffusion)

- Jeffrey Wright (Dr Walter Cofield)
- Audrey Marie Anderson (Emily)
- David Anders (Bill)
- Cheyenne Haynes (Jordan)
- Mariah Wilson (Madison)
- Angel Oquendo (EMT Coumont)
- Drew Gardner (Drew)
- Deborah Lacey (Lorraine)
- Liz Benoit (Nurse Anne)
- Bobbin Bergstrom (Nurse)

L'épisode commence par une vision catastrophique d'une chambre de l'hôpital dévastée. House est interrogé par un certain Walter Cofield, ancien mentor de Foreman et actuel dirigeant du service de neurologie de l'hôpital Mercy. Un professeur de chimie qui s'est effondré en joggant quelques heures après avoir subi une explosion lors d'une expérience de cours a été admis à la clinique récemment. Il est ensuite devenu violent et a poignardé Chase qu'il a fallu opérer d'urgence. House, Taub, Park et Adams sont interrogés séparément sur la résolution du cas du patient et les causes de sa crise. Au réveil de son opération du cœur, Chase ne sent plus ses jambes. L'équipe redoute une lésion irréversible mais House diagnostique un caillot qui peut être éliminé à temps pour éviter le pire.
Quand le flacon de Vicodin de House explose (blague de Chase répondant à une blague de House), il comprend que le choc dû à l'explosion a fait éclater une tumeur dans les ganglions lymphatiques du patient, provoquant un syndrome de lyse tumorale. House reconnaît que ce sont les stéroïdes prescrits qui ont causé l'épisode psychotique.
La femme du patient, qui rejette d'abord le diagnostic de tumeur, revient au milieu de la réunion avec Cofield pour dire que House a sauvé la vie de son mari, ce qui pousse Cofield à conclure que « ce n'est la faute de personne ». House, qui sait qu'il avait prévu de le renvoyer en prison, le traite de lâche pour n'avoir changé d'avis que sous le coup de l'émotion.

### Épisode 12:Un sens à ma vie
- États-Unis /  Canada : 13 février 2012 sur FOX / Global
- Belgique : 4 septembre 2012 sur RTL-TVi
- Québec : 1er janvier 2013 sur AddikTV
- Suisse : 6 décembre 2012 sur RTS Un
- France : 12 février 2013 sur TF1

- États-Unis : 7,16 millions de téléspectateurs[48] (première diffusion)
- Canada : 1,691 million de téléspectateurs[49] (première diffusion)
- Belgique : 386 700 téléspectateurs[46] (première diffusion)
- France : 6,2 millions de téléspectateurs[47] (première diffusion)

- Julie Mond (Moira)
- Valeri Ross (Sister Joan)
- Jessica Luza (Cindy)
- Kandis Erickson (Leisha)
- Josh Waters (Lorne)
- Terrence Beasor (Elderly Man)
- Liz Benoit (Nurse Anne)
- Bobbin Bergstrom (Nurse)

L'épisode se situe 3 semaines après l'opération de Chase à la suite de son agression. Alors qu'il récupère doucement de sa blessure, il reçoit la visite de House qui parle d'un énième cas, mais lui claque la porte au nez.

Foreman vient le voir pendant une séance de rééducation, lui disant qu'il ne doit pas arrêter de travailler, autrement il perdra la raison. Chase accepte donc de participer aux consultations et rencontre une nonne souffrant de douleurs à l'épaule gauche. Après auscultation, il en vient à soupçonner une maladie plus grave. Ils finissent par se découvrir de nombreux points communs, la patiente avouant à Chase qu'elle n'a pas encore eu sa révélation : le contact avec Dieu.

Elle se met ensuite à vomir à la suite du traitement suggéré par House. Chase en parle à House mais ce dernier est trop occupé à tester les nerfs de Taub en lui préparant plusieurs farces. Chase remarque ensuite que les pieds de la patiente sont totalement insensibles. Il en parle à House qui apprend que Taub prend des cours de self-defense depuis l'agression de Chase. Adams remercie Chase de lui avoir sauvé la vie et lui conseille d'aller voir un psychologue. Chase et la patiente discutent de plus en plus et remarquent qu'ils ont tous deux besoin de quelque chose.

La patiente souffrirait d'un manque de calcium. Elle est traitée pour cette carence, son état s'améliore et ses douleurs disparaissent. House, qui assiste à la scène, fait remarquer à Chase qu'il est effrayé à l'idée de s'engager, mais Chase lui rétorque qu'il continuera ses rendez-vous drague en sortant avec une fille le soir-même, mais finira par la trouver ennuyeuse et écourtera la rencontre.

En rentrant chez lui, Chase découvre la patiente devant sa porte. Ils s'embrassent et passent la nuit ensemble.

Le lendemain matin, Chase doit la reconduire en urgence à la clinique car elle se met à tousser du sang. Réalisant qu'elle souffre d'une rupture de l'artère carotide, Chase veut l'opérer lui-même mais Adams objecte, lui disant que ses sentiments risquent de compromettre son jugement. Il obtient pourtant le feu vert de House.

Les farces de House finissent par se retourner contre lui et Chase découvre que la patiente a peur de s'engager parce qu'elle a causé la mort involontaire d'un petit garçon dont elle avait la garde quelques années auparavant. Avec les nouveaux symptômes, Chase vient à penser qu'elle a contracté une forme de syphilis latente, mais la rassure en lui disant que cette maladie n'est pas contagieuse à ce stade. La patiente lui confie alors qu'elle a eu une vision lorsqu'elle se faisait opérer : le petit garçon mort lui serrait la main, qu'elle interprète comme un signe de Dieu ; elle est prête à revenir dans la religion.

Foreman, lorsqu'il apprend que Chase a couché avec la patiente, lui retire le dossier. Chase prétend que la patiente gâche sa vie mais House lui fait remarquer qu'il fait la même chose. Quand Chase remarque que la mâchoire de la patiente est bloquée, House suggère la maladie de Horton.

Chase accuse House de le manipuler, mais House réplique que si c'était le cas, il le laisserait commettre une erreur stupide qui un jour lui exploserait en pleine figure et le laisserait seul toute sa vie.

### Épisode 13:La Place de l'homme
- États-Unis /  Canada : 20 février 2012 sur FOX / Global
- Belgique : 11 septembre 2012 sur RTL-TVi
- Québec : 2 janvier 2013 sur AddikTV
- Suisse : 20 décembre 2012 sur RTS Un
- France : 19 février 2013 sur TF1

- États-Unis : 7,08 millions de téléspectateurs[50] (première diffusion)
- Canada : 1,804 million de téléspectateurs[51] (première diffusion)
- France : 6,82 millions de téléspectateurs[52] (première diffusion)

- Karolina Wydra (Dominika Patrova)
- Rena Sofer (Marlene)
- Jake Weber (Joe)
- Jose Zuniga (Nate Weinmann)
- John Gloria (Calvin Ayres)
- Duane Shepard Sr. (Hastings)
- Mykee Selkin (Staff member)
- Denny Siegel (Diane)
- Joseph Falasca (Phil)
- Bobbin Bergstrom (Nurse)

Un conseiller conjugal est sur le point de faire une intervention publique quand il s'effondre en plein discours.

House examine le cas avec son équipe quand il décide de nommer un chef parmi les différents membres. Tout le monde saute sur l'occasion à l'exception de Taub.

Parallèlement, House retrouve Dominika, la femme qu'il avait épousée pour se venger de Cuddy, et doit lui permettre de rester aux États-Unis. Park aide alors le couple à se créer de faux souvenirs à l'aide de photos de vacances truquées et de tests sur leurs familles.

Durant une IRM, le patient se met à voir double. L'équipe découvre qu'il a été tabassé dans un bar trois ans auparavant et qu'à la suite de cet événement, il a décidé de changer son régime alimentaire et de conseiller les hommes à se comporter de manière moins virile ; House en déduit une carence en testostérone.

Wilson aide House à se préparer pour sa confrontation avec l'officier d'immigration.

Park, Chase et Adams se manipulent les uns les autres pour tenter d'obtenir le poste. Foreman encourage Chase à tout faire pour devenir le chef même si celui-ci est plutôt réticent.

L'équipe remarque que le patient souffre de jaunisse et en conclut que cela est probablement dû à un problème hépatique.

L'officier d'immigration arrive chez House et l'interview se passe plutôt bien, mais l'officier doit ensuite discuter avec les voisins pour avoir une confirmation. Wilson se fait passer pour l'un d'entre eux mais un résident de l'immeuble dévoile la vérité et House doit comparaître devant le juge, risquant un retour en prison. Au bureau, Dominika réussit à convaincre le juge de ne pas la renvoyer ni de faire quoi que ce soit qui gênerait House, mais avoue ensuite à House qu'elle avait joué la comédie.

Le patient développe des problèmes respiratoires et House remarque que sa voix est différente par rapport à son timbre habituel en visionnant des anciennes vidéos. Il remarque que le patient a seulement besoin de stéroïdes, car il a une thyroïdite silencieuse secondaire ayant évolué en syndrome polyglandulaire auto-immune de type 3, que son changement de régime alimentaire a empiré en provoquant une maladie cœliaque.

### Épisode 14:L'amour est aveugle
- Canada : 27 février 2012 sur Global[53]
- États-Unis : 19 mars 2012 sur FOX[54]
- Belgique : 11 septembre 2012 sur RTL-TVi
- Québec : 3 janvier 2013 sur AddikTV
- Suisse : 20 décembre 2012 sur RTS Un
- France : 19 février 2013 sur TF1

- Canada : 1,641 million de téléspectateurs[55] (première diffusion)
- États-Unis : 5,94 millions de téléspectateurs[56] (première diffusion)
- France : 6,5 millions de téléspectateurs[52] (première diffusion)

- Karolina Wydra (Dominika Patrova)
- Michael B. Jordan (Will)
- Margo Harshman (Melissa)
- Diane Baker (Blythe House, mère de Gregory)
- Billy Connolly (Thomas)
- John Eric Montana (Sam)
- Ryan Driscoll (Stacy)
- Bobbin Bergstrom (Nurse)

Un homme aveugle s'apprête à acheter un cadeau à sa fiancée, une bague dans un magasin de bijoux. Lorsqu'il sort de l'établissement, il manque d'avoir un accident de voiture parce que le bruit du signal réservé aux non-voyants s'est amplifié dans ses oreilles. L'équipe du Dr House rencontre la mère de ce dernier alors qu'il cherche à l'éviter à tout prix. Le patient crache ses dents lors d'un EEG et l'équipe tente d'en comprendre les causes. House feint de participer à des conférences afin de s'éloigner volontairement de sa mère mais Wilson lui apprend qu'elle a un cancer. En allant lui rendre visite à l'hôtel, House découvre qu'elle a menti et qu'elle entretient une relation avec le pasteur Bell, l'homme que House considère être son père biologique. Le patient cache du LSD dans de la crème glacée que Park consomme accidentellement et elle devient alors complètement folle, la mettant hors de la recherche de diagnostic. House se rend à un dîner en présence de sa mère, Wilson, Dominika, et de son probable géniteur, où les discussions tournent aux grandes révélations : le séjour en prison de House, le mariage de Marianne et du pasteur, la situation de Dominika, et surtout la paternité du pasteur.
Foreman est absent de cet épisode.
- Cet épisode réalise une mauvaise audience et c'est le premier à chuter sous la barre des 6 millions de téléspectateurs.
- Clin d'œil : Le patient aveugle a dit que lui et sa petite amie avaient fait une pause « comme Ross et Rachel dans Friends ». Hugh Laurie a déjà fait une apparition dans cette série (Saison 4, épisode 24).
- Le Canada est le premier pays à avoir diffusé cet épisode. Aux États-Unis, un retard de trente heures sur la couverture de la première journée de Coupe Sprint NASCAR sur le réseau Fox a retardé sa diffusion de trois semaines.

### Épisode 15:Pour l'honneur
- États-Unis /  Canada : 2 avril 2012 sur Fox / Global
- Belgique : 18 septembre 2012 sur RTL-TVi
- Québec : 4 janvier 2013 sur AddikTV
- Suisse : 27 décembre 2012 sur RTS Un
- France : 26 février 2013 sur TF1

- États-Unis : 6,67 millions de téléspectateurs[57] (première diffusion)
- Canada : 1,762 million de téléspectateurs[58] (première diffusion)
- France : 6,34 millions de téléspectateurs[59] (première diffusion)

- Albert Owens (Major Mathewson)
- Sharif Atkins (Hayes)
- Arlen Escarpeta (Brant)
- Sayeed Shahidi (Evan)
- Kristy Johnson (Joni)
- Alex S. Alexander (Rita)
- Lindsay Zappala (Gloria)
- Steve Nevil (Mel)
- Adam Cagley (Jason)
- Dava Krause (Daria)
- Tom Riordan (MP #1)
- Bobbin Bergstrom (Nurse)

### Épisode 16:Jeux de brutes
- États-Unis /  Canada : 9 avril 2012 sur Fox / Global
- Belgique : 18 septembre 2012 sur RTL-TVi
- Québec : 7 janvier 2013 sur AddikTV
- Suisse : 27 décembre 2012 sur RTS Un
- France : 26 février 2013 sur TF1

- États-Unis : 6,01 millions de téléspectateurs[60] (première diffusion)
- Canada : 1,728 million de téléspectateurs[61] (première diffusion)
- France : 5,8 millions de téléspectateurs[59] (première diffusion)

- Greg Finley (Bobby)
- Christian Lalonde (Szabo)
- Will Shadley (Duncan)
- Joe Kelly (Linesman)
- Stephanie Whitfield (Waitress)
- Saachiko (Popo)
- Bobbin Bergstrom (Nurse)

### Épisode 17:Poupées d'amour
- États-Unis /  Canada : 16 avril 2012 sur Fox / Global
- Belgique : 25 septembre 2012 sur RTL-TVi
- Québec : 8 janvier 2013 sur AddikTV
- Suisse : 3 janvier 2013 sur RTS Un
- France : 5 mars 2013 sur TF1

- États-Unis : 5,61 millions de téléspectateurs[62] (première diffusion)
- Canada : 1,724 million de téléspectateurs[63] (première diffusion)
- France : 6,73 millions de téléspectateurs[64] (première diffusion)

- Karolina Wydra (Dominika Patrova)
- Patrick Stump (Micah)
- Kevin Christy (Henry)
- Amy Davidson (Molly)
- Alexis Raben (Wendy)
- Noelle Bellinghausen (Emily)
- George Sharperson (Harris)
- Nik Isbelle (Amy)
- Beckie King (Debbie)
- Malana Lea (Fawn)
- Elizabeth J. Carlisle (Butter Scotch)
- Eddie Pepitone (Operator)
- Laura Carpenter (Cindy)
- Bobbin Bergstrom (Nurse)

Un homme de 35 ans et sa voisine sont à une fête foraine. Alors qu'elle lui fait part de ses sentiments, il lui répond qu'il ne peut s'engager avec elle étant déjà amoureux d'une certaine Emmy. Il se met à pleurer du sang et est hospitalisé dans le service de House. On découvre qu'Emmy est en réalité une poupée de silicone à taille humaine hyper réaliste. 
De son côté, House, aidé de sa femme Dominika, se cherche une nouvelle prostituée car celle qu'il fréquente vient de lui annoncer son mariage et l'arrêt consécutif de ses activités de call-girl. Toujours épaulé par Dominika, House tente de piéger le fiancé mais celui-ci est en fait le frère de la prostituée. Wilson souhaite convaincre House de ne pas s'accrocher et de voir d'autres femmes mais House n'écoute pas. 
En rentrant chez lui, House trouve un courrier des Services de l'immigration annonçant l'approbation de la demande de carte verte de Dominika. Il comprend que cette dernière risque de partir et jette la lettre à la corbeille.
Quant à Park et Taub, ils ont des rendez-vous : Park avec un guitariste et cela semble marcher, Taub avec une femme rencontrée au supermarché et à laquelle il fait croire qu'il est veuf. Lorsqu'il avoue la vérité, la femme lui dit ne pas lui en vouloir pour ce mensonge mais lui reproche d'avoir omis qu'il était père de deux enfants. Seuls Chase et Adams refusent de jouer le jeu de House qui s'amuse de ne pas les voir ensemble. Mais quand Adams ose briser la glace, Chase refuse de sortir avec elle.
Foreman est absent de cet épisode.
A la fin de l épisode l adresse sur la lettre du service de l immigration est le 221 Baker Street B

### Épisode 18:Terreurs nocturnes
- États-Unis /  Canada : 23 avril 2012 sur Fox / Global
- Belgique : 25 septembre 2012 sur RTL-TVi
- Québec : 9 janvier 2013 sur AddikTV
- Suisse : 3 janvier 2013 sur RTS Un
- France : 5 mars 2013 sur TF1

- États-Unis : 6,49 millions de téléspectateurs[65] (première diffusion)
- Canada : 1,579 million de téléspectateurs[66] (première diffusion)
- France : 6 millions de téléspectateurs[64] (première diffusion)

- Karolina Wydra (Dominika Patrova)
- Riley Lennon Nice (Lue)
- Samantha Cutaran (Lida)
- George Kee Cheung (Xang)
- Ginette Rhodes (Nurse Rebecca)
- Peyton McDavitt (ICU Nurse)
- Bobbin Bergstrom (Nurse)

Un jeune garçon de huit ans, Lue, dort paisiblement dans sa chambre lorsque soudain arrive une vieille dame qui s'apprête à l'étrangler. Alors que Lue se réveille de son cauchemar, il perd connaissance.

Foreman se montre plutôt en colère contre House qui a ignoré son biper, mais il lui explique le cas : le garçon ne souffre pas d'asthme, ni d'allergie.

Park rêve de Chase de manière érotique allant même jusqu'à imaginer coucher avec lui. Cependant, Chase et Park s'évitent.

Au domicile des parents du patient, Taub admet qu'il a souvent couché avec les femmes dont il rêvait mais Park lui explique qu'il a couché en vrai avec elles. Alors qu'ils discutent, ils sentent une odeur de chien mouillé dans la maison et trouvent un porc décapité dans la chambre de Lue : c'est un rituel fait par le grand-père paternel du garçon.

La mère du patient affirme qu'elle ne croit en rien, et avoue que son mari n'a pas quitté la maison après un divorce mais a fini en prison après l'assassinat de son patron. Le grand-père, d'origine Hmong, croit dur comme fer aux rituels et pense que ce qui arrive à Lue est arrivé à son fils, c'est pourquoi il aurait battu à mort son patron. Alors qu'il essaye d'expliquer son point de vue, son petit-fils est victime d'un malaise cardiaque, Taub parvient à le sauver.

House retrouve Wilson en salle de consultation et lui confie qu'il a rêvé de sexe avec Dominika, mais Wilson le met à la porte. Il discute de tout cela avec House dans son bureau tout en lui expliquant qu'il ressent de la culpabilité pour avoir jeté les lettres successives des services d'immigration. Il lui conseille de dire la vérité. Park et Chase ont un sérieux problème lorsque Park déclare que les rêves signifient tout, alors que Chase en pense tout l'inverse. Les tests pratiqués sur le garçon sont négatifs pour les toxines. Chase suggère une vieille maladie chinoise.

House mange chinois dans son bureau avec Dominika. Il lui ment à propos des lettres et elle déclare qu'elle le trouve sympathique même si elle aimerait avant tout obtenir sa carte verte. Lue refuse le traitement puis se met à parler en Hmong, dialecte étranger pour lui, car il n'a jamais entendu quiconque le parler. Le grand-père traduit en disant que Lue est possédé par un démon (comme son propre fils auparavant) et qu'il n'y a plus rien à faire. Lue se met ensuite à convulser.

House pense que le grand-père a inventé la traduction qui l'arrangeait et assimile le Hmong à du galimatias. Adams pense à une encéphalite de Rasmussen. Chase assure à la mère que son fils s'en sortira mais le grand-père n'est pas de cet avis. Il déclare que son fils a eu les mêmes problèmes et que la science n'a pu l'aider. Chase lui conseille de ne rien dire à Lue car cela ne ferait que l'effrayer et empirer son état.

Park fait croire à Taub qu'elle a rêvé de lui afin de le tester et de voir sa réaction. House et Dominika sont au stand de tir où House s'étonne de la précision de Dominika qui avoue avoir exercé dans la police durant un an. Elle est intriguée que House croie à la matière noire mais pas aux esprits maléfiques.

Lue a un autre cauchemar dans lequel son grand-père essaye de l'étouffer. Sa mère n'arrive pas à le réveiller et Taub intervient. Cependant, Lue refuse que son grand-père l'approche de nouveau. Taub remarque alors des traces de strangulation sur le cou du garçon. House est plus intéressé par les rêves de ses collègues et par le cochon mort que par le cas. Il ordonne cependant une biopsie du foie. La mère du patient, bien qu'hostile aux rites et aux croyances, commence à douter de la science, et souhaiterait procéder aux rituels du grand-père. Un autre problème intervient : Lue se met à léviter de façon surprenante.

House passe voir Foreman pour interdire le rituel : le doyen s'y oppose, mais House lui fait remarquer qu'il ne peut autoriser des sacrifices dans l'hôpital. Foreman discute de tout cela avec la mère. Celle-ci veut ramener son fils chez elle pour faire des rites hmong et tenter de le sauver, mais Foreman refuse en raison de la fragilité du patient et lui demande une journée de sursis pour réfléchir. House apprend que la tante de Dominika a été placée il y a deux mois en maison de repos et qu'elle n'a pas été informée.

Lue a une nouvelle perte de conscience. Sa mère souhaite appeler le grand-père pour qu'il procède à un rituel. House se heurte à son équipe : il refuse le rite pour éviter que la croyance ne triomphe si le patient est sauvé ; House préfère le laisser mourir et abandonne le cas. Adams souhaite donner de l'ibuprofène au patient, argumentant que dans le pire des cas, son état restera stable.

Le grand-père procède à son rituel, mais l'équipe est alertée par de nouveaux problèmes de santé de Lue. House et Dominika s'apprêtent à coucher ensemble. Soudain, le téléphone sonne. Ce sont les services d'immigration qui annoncent à Dominika qu'elle a obtenu sa carte verte mais qui ne comprennent pas pourquoi elle n'a pas répondu à leurs lettres. House présente ses excuses à Dominika mais celle-ci quitte la pièce, peinée et en colère.

### Épisode 19:Double Dose
- États-Unis /  Canada : 30 avril 2012 sur Fox / Global
- Belgique : 2 octobre 2012 sur RTL-TVi
- Québec : 10 janvier 2013 sur AddikTV
- Suisse : 10 janvier 2013 sur RTS Un
- France : 12 mars 2013 sur TF1

- États-Unis : 6,45 millions de téléspectateurs[67] (première diffusion)
- Canada : 1,852 million de téléspectateurs[68] (première diffusion)
- France : 6,47 millions de téléspectateurs[69] (première diffusion)

- Jessica Collins (Elizabeth)
- Chris L. McKenna (Simon)
- Rachel Eggleston (Emily)
- Art Chudabala (Dr Michael A. Kondo)
- Patrick Price (Nurse Jeffrey)
- Gabriel Suttle (John Taylor)
- Bobbin Bergstrom (Nurse)

Un père et sa fille passent du temps ensemble à la fête foraine lorsque la fille insiste pour faire une attraction interdite par la mère. Le père cède, mais mal lui en prend car il retrouve sa fille inanimée et saignant du nez.

Foreman demande à l'équipe de travailler avec la mère de la patiente, généticienne spécialiste de la maladie génétique rare, variante unique de l'A-T (ataxie télangiectasie), dont souffre sa fille. Elle et son ex-mari sont en total désaccord sur la manière d'élever leur enfant : il veut lui offrir une éducation « normale » et elle la surprotège.

L'équipe devant se passer de House, absent, c'est Chase qui prend la direction et finit par diagnostiquer un myxome cardiaque bénin et opérable. À son réveil, la fillette réalise que sa maladie génétique est toujours là mais elle est heureuse de voir que ses parents se sont rapprochés et qu'ils essayeront de ne plus se disputer devant elle.

Parallèlement, Wilson refuse le traitement normal de son cancer et décide « puisqu'il est encore en bonne santé » de tenter une chimio massive qui a autant de chances de le tuer rapidement que son cancer de le faire mourir lentement à l'hôpital, ce dont il ne veut à aucun prix. House essaye de le dissuader puis accepte de l'aider : ils annoncent qu'ils prennent des vacances et appliquent chez House le traitement qui met Wilson dans un état extrêmement critique : douleurs (House lui donne ses dernières Vicodin), hallucinations (il revoit l'un de ses anciens patients, un garçonnet mort à huit ans à qui il avait promis que tout irait bien), angoisses liées à sa spécialisation et désespoir (House doit lui promettre qu'il ne mourra ni dans une ambulance, ni à l'hôpital).

### Épisode 20:Post Mortem
- États-Unis /  Canada : 7 mai 2012 sur Fox / Global
- Belgique : 2 octobre 2012 sur RTL-TVi
- Québec : 11 janvier 2013 sur AddikTV
- Suisse : 10 janvier 2013 sur RTS Un
- France : 12 mars 2013 sur TF1

- États-Unis : 6,09 millions de téléspectateurs[70] (première diffusion)
- Canada : 1,777 million de téléspectateurs[71] (première diffusion)
- France : 5,9 millions de téléspectateurs[69] (première diffusion)

- Jamie Elman (Dr Treiber)
- Peter Weller (Dr Penza)
- Carole Gutierrez (Helen)
- Jeremy Scott Glenn (Orderly)
- Jennifer Christopher (Molly)
- Carol Herman (Ina)

Peter Treiber, le légiste de l'hôpital (que tous détestent car il répertorie leurs erreurs de diagnostic et les rend publiques) s'ouvre lui-même le crâne avec son scalpel lors d'une autopsie.

Il ne veut avoir affaire qu'à House et l'équipe prend le cas en charge. Wilson (qui a décidé de devenir « égoïste et indifférent ») emmène House, sous la menace, sur la route de Cleveland au volant de son bolide tout neuf pour rejoindre son amour d'adolescent.

Chase cache l'absence de House et prétend n'exécuter que ses ordres. Treiber, qui sait que House n'approche pas ses patients, le croit au début.
Wilson décrète qu'il est dès lors Kyle Calloway (Juan Manuel Fangio en version francophone), dévore un steak géant pour gagner un pari, s'offre une partie à trois (avec des prostituées trouvées par House) et se fait voler son portefeuille avant de dépasser à pleine vitesse un cortège funèbre pour finir par planter sa voiture dans un champ. Attendant le bus, ils rencontrent une femme chez qui House diagnostique immédiatement un syndrome d'Alzheimer et que Wilson refuse de laisser seule. Sur le chemin du retour, Wilson avoue qu'à travers ses frasques, il voulait se rapprocher du vrai Kyle Calloway, un camarade de lycée qu'il a toujours envié.

Taub et Park trouvent une grande quantité de boissons énergisantes à la caféine dans le laboratoire de Treiber. Le légiste en veut aux médecins et à Chase en particulier car il avait postulé pour travailler auprès de House et pense qu'il aurait su exploiter cette expérience, contrairement à Chase qui n'a pas décollé (Foreman est doyen de l'hôpital, Cameron dirige un service d'urgences à Chicago). Treiber comprend ensuite que House n'est pas là et ne veut plus voir Chase.

Foreman interdit alors tout contact entre le patient et Chase qui décide qu'il partira dès qu'il aura résolu ce cas. Foreman le déplore mais, en tant qu'ami, accepte sa décision. Chase finit par comprendre que l'abus du savon industriel au triclosan (puissant antibactérien), combiné avec la caféine, a causé une hypothyroïdie compliquée d'un coma myxœdémateux et il déroule brillamment l'enchaînement des symptômes devant Treiber qui comprend que House n'est pour rien dans cette élucidation.

### Épisode 21:Cinq Mois sur terre
- États-Unis /  Canada : 14 mai 2012 sur Fox / Global
- Belgique : 9 octobre 2012 sur RTL-TVi
- Québec : 16 janvier 2013 sur AddikTV
- Suisse : 17 janvier 2013 sur RTS Un
- France : 19 mars 2013 sur TF1

- États-Unis : 6,45 millions de téléspectateurs[72] (première diffusion)
- Canada : 1,671 million de téléspectateurs[73] (première diffusion)
- France : 7,8 millions de téléspectateurs[74] (première diffusion)

- Skylar Astin (Derrick)
- Olivia Wilde (Dr Remy Hadley, dite Numéro 13)
- Moira Squier (Jen)
- Natalie Dreyfuss (Courtney)
- Derek Mio (Floyd)
- Enzo Cilenti (Matt Johnson)
- Joshua Rush (Ryan)
- Jacob Zachar (Mikey)
- David Wells (Milton)
- Lyn Alicia Henderson (Vet)
- David Waknine (Janitor)
- David Fraioli (Janitor #2)
- Pat McNeely (Woman)
- Michael C. Alexander (Man)
- Brayden Brooks (6 yr. old Christopher)
- Bobbin Bergstrom (Nurse)

House est réveillé par Wilson à 6 h 30 du matin qui lui annonce qu'il ne veut plus continuer la chimiothérapie. House refuse car cela pourrait réduire les chances de survie de son ami.

Maintenant que Chase est parti, Taub, Park et Adams prennent en charge un cheerleader de 19 ans, Derrick, qui saigne du nez, souffre de vertiges et croit entendre des voix.
Taub et Adams rencontrent son colocataire et trouvent dans les affaires de Derrick une vieille photo de son jeune frère, à qui la voix qu'il entend s'avère appartenir.

De son côté, House fait croire à Wilson qu'il a réussi à retrouver son premier cas lors de son embauche comme oncologue au Princeton Plainsboro. Wilson se rend cependant compte de la supercherie quand il réalise que son soi-disant cas numéro 1 aurait dû être diplômé l'année passée. House présente ses excuses à Wilson et reçoit des tickets de hockey de la part de Foreman qu'il jette aussitôt dans les toilettes, provoquant une inondation, cassant une IRM et blessant Adams, Park et Derrick.

Ce dernier avoue que son frère est décédé depuis longtemps, que son père a ensuite quitté la maison et qu'il a déménagé avec sa mère.

Wilson se souvient de la fois où lui et House ont fait du camping et qu'un ours a dévoré toutes les provisions qu'ils avaient emporté sauf des oréos. Wilson accuse House de le laisser tomber et House lui conseille de continuer à se battre. "Numéro 13" joue les médiatrices.

De son côté, Taub présente une lettre de démission à Foreman. Chacun en veut à House : Adams parce qu'il a provoqué une catastrophe, Taub parce qu'il a laissé tomber Wilson (House enragé admet alors que la vie est une douleur et que Wilson l'a soutenu chaque fois qu'il avait envisagé de renoncer à quelque chose) et Park parce qu'il a passé un temps incroyable à chercher la vérité tout le temps sans savoir que cela avait un prix.

House découvre que le patient souffre d'une persistance de l'artère stapédienne. Une intervention est prévue, qui entraînerait du même coup l'arrêt de la voix de son frère. Le patient tente alors de se suicider en buvant de l'ammoniac. Aussitôt informé, House s'emporte et se jette sur lui pour l'étrangler. Heureusement, Park est là et l'assomme avec sa propre canne.

Derrick est opéré, son état s'améliore et sa mère lui donne plusieurs autres photos de son frère, qu'elle avait gardées précieusement.

### Épisode 22:Tout le monde meurt
- États-Unis /  Canada : 21 mai 2012 sur Fox[75] / Global
- Belgique : 9 octobre 2012 sur RTL-TVi
- Québec :
  - 16 janvier 2013 sur AddikTV
  - 11 avril 2013 sur TVA
- Suisse : 17 janvier 2013 sur RTS Un
- France : 19 mars 2013 sur TF1

- États-Unis : 8,72 millions de téléspectateurs[76] (première diffusion)
- Canada : 2,131 millions de téléspectateurs[77] (première diffusion)
- France : 7,5 millions de téléspectateurs[74] (première diffusion)

- Olivia Wilde (Dre Remy Hadley, dite Numéro 13)
- Jennifer Morrison (Dre Allison Cameron)
- Kal Penn (Dr Lawrence Kutner ; hallucination)
- Anne Dudek (Dre Amber Volakis ; hallucination)
- Amber Tamblyn (Martha M. Masters)
- Sela Ward (Stacy Warner)
- Andre Braugher (Dr Darryl Nolan)
- Jennifer Crystal Foley (Rachel Taub)
- James LeGros (Oliver)
- Patrick O'Connor (Dr Frankel)
- Patrick Quinlan (Patient #1)
- Zena Grey (de) (Ruby)
- Jaclyn Jonet (Amy)
- Patrick Price (Infirmière Jeffrey)
- Bobbin Bergstrom (Infirmière)

House se réveille dans un bâtiment abandonné. Il aperçoit un corps mort qu'il identifie comme étant son dernier patient. Il hallucine en voyant Kutner qui est pourtant mort lui aussi. Cependant, Kutner l'informe qu'il y a un incendie dans l'immeuble avant de l'interroger sur les raisons qui l'ont amené en ce lieu.

Oliver, le patient, a rencontré House en consultations ; s'il disait venir pour des fractures, House a vite compris qu'il souhaitait des médicaments pour se droguer. Il refuse de le soigner mais remarque ensuite des hématomes autour de son nombril, qu'il interprète comme des signes de Cullen. Pendant que son patient est admis, il va voir Foreman à propos de son temps de prison. Le doyen accepte finalement de se parjurer quand House lui demande d'agir en ami. Mais après cela, House voit l'hôpital vide et Kutner lui dit qu'il savait que son plan ne marcherait pas. De retour au présent, Foreman passe voir Wilson pour lui demander où est House car il a disparu depuis deux jours.

Dans les flash-backs, House et son équipe traitent Oliver qui clame qu'il n'arrêtera jamais la drogue, refusant d'affronter la réalité. House voit ensuite Amber et admet qu'il ne peut mentir à son propre subconscient. Le patient a souffert d'un accident de ski et les pilules administrées n'ont pas eu d'effet sur lui. Un ami lui a alors donné de l'héroïne, ce qui cause sa dépendance à la drogue désormais.

Foreman laisse le choix à House entre retourner en prison et trouver un autre patient qui forcerait la justice à le laisser en liberté conditionnelle. House demande au doyen de faire croire à l'officier de probation que ce n'est pas lui qui a jeté les tickets mais il refuse.

Amber conseille à House de vivre car il aime les énigmes. Le médecin marche dans l'immeuble mais une porte enflammée l'empêche de sortir. Il continue donc son histoire, en replaçant les propos du patient dans leur contexte, mais esquive une partie de la discussion pour en venir au fait qu'il a remarqué un bulbe dans le cou du patient.

Wilson et Foreman se rendent chez House et constatent qu'il a essayé de joindre le docteur Nolan à plusieurs reprises. Celui-ci leur confie que House ne compte pas se suicider mais faire un trip sous héroïne avec le patient. Ils décident alors de se rendre à l'adresse du patient afin de retrouver House

Dans l'immeuble en flammes, House passe à travers le plancher et hallucine en voyant Stacy lui demander si oui ou non il croit en Dieu, avant de revenir sur sa tentative d'échapper à la prison. House raconte alors avoir demandé à Wilson de prendre la responsabilité de ce qu'il a fait. Celui-ci avait accepté mais changé d'avis lorsqu'il s'est aperçu que House avait enfin besoin d'une leçon.

House en vient à penser qu'il ne pouvait que finir seul, mais Stacy lui montre une maison et lui, tenant un enfant dans ses bras. House insiste sur le fait que cela aurait dû se passer mais que Stacy est mariée et que Cuddy est partie ; Stacy lui rappelle que Dominika aussi a compté pour lui. House refuse cette possibilité, persuadé que les gens ne changent pas. Ses hallucinations passent alors à Cameron qui lui dit qu'elle l'aime et qu'il devrait disparaître et considérer cette disparition comme une récompense et non comme une punition.

House accepte alors de revenir sur le passage passé sous silence dans sa narration : Oliver, apprenant qu'il allait mourir, avait alors envisagé de prendre la responsabilité du vandalisme de House. Celui-ci avait accepté, mais avant de sortir, il remarqua le bulbe dans le cou du patient et en déduit qu'il n'était pas mourant : le bulbe est en réalité un morceau de branche de sapin, qu'il a avalé une nuit dans son sommeil sans le recracher ensuite, son addiction à l'héroïne l'ayant privé de ce réflexe.

House admet que le cas du patient l'intéresse plus que sa propre vie. Cameron le traite de lâche parce qu'il s'intéresse plus au cas qu'à l'être humain. House lui donne raison mais souhaite changer : il se relève et se dirige vers la porte. Dans la rue, Foreman et Wilson arrivent devant l'immeuble mais assistent impuissants à l'explosion et à l'effondrement du bâtiment.

Un corps est sorti des ruines et identifié comme étant celui de House. Lors des funérailles, toutes les personnes qui l'ont croisé dans sa carrière, à l'exception de Cuddy, viennent dire quelques mots. Wilson prononce un éloge émouvant sur House à l'hôpital en disant qu'il était son meilleur ami mais aussi un « connard » avant d'entamer une série de reproches envers lui. C'est alors que son téléphone sonne. C'est un message de House qui lui demande de se taire et le traite d'idiot.

Wilson apprend que House s'est en fait échappé de l'immeuble par la porte de derrière et a échangé les dossiers dentaires pour se faire passer pour mort et échapper à la prison. Il sait qu'il ne pourra plus pratiquer la médecine mais il s'intéresse plutôt à ce que Wilson fera du reste de sa vie.

L'avant-dernière séquence montre plusieurs personnages : Chase a repris les rênes du service de diagnostic, Taub passe du temps avec ses enfants, Cameron s'est remariée à Chicago et est devenue mère de famille et Foreman comprend avec soulagement que House est encore en vie en retrouvant son badge sous une table bancale de son bureau.

- Le titre de l'épisode fait référence à la phrase "Tout le monde ment" (Everybody lies), très fréquemment répétée au cours de la série (c'est également le titre du premier épisode de la saison 1).
- House fait référence au film Le Cercle des poètes disparus dans lequel l'acteur Robert Sean Leonard a joué.
- Le magazine Les Inrocks[78] juge peu avant sa diffusion en France que cet épisode est « cohérent et teinté de mélancolie ». L'article considère qu'il reste « dans la droite ligne » des épisodes précédents : même si la forme en est particulière, cet épisode « peu sentimental, (…) très rigoureux, voire austère » reste « une réflexion sur les puissances de l’esprit ».

### Épisode rétrospectif:Swan Song
- États-Unis /  Canada : 21 mai 2012 sur Fox[79] / Global
- Royaume-Uni : 24 mai 2012 sur Sky1
- Belgique (Flandre) : 3 juin 2012 sur 2BE

- États-Unis : 6,27 millions de téléspectateurs[76]
- Canada : 1,727 million de téléspectateurs[77]

## DVD et Blu-Ray
- House - The Final Season - 5 DVD, sortie le 30 août 2012, édité par Universal
- Dr House - L'ultime saison - 6 DVD, sortie le 16 avril 2013, édité par Universal